# Зааль-ан-дер-Донау
Зааль-ан-дер-Донау (нім. Saal an der Donau) — громада в Німеччині, знаходиться в землі Баварія. Підпорядковується адміністративному округу Нижня Баварія. Входить до складу району Кельгайм. Центр об'єднання громад Зааль-ан-дер-Донау.
Площа — 44,11 км2. Населення становить 5473 ос. (станом на 31 грудня 2020).

## Галерея

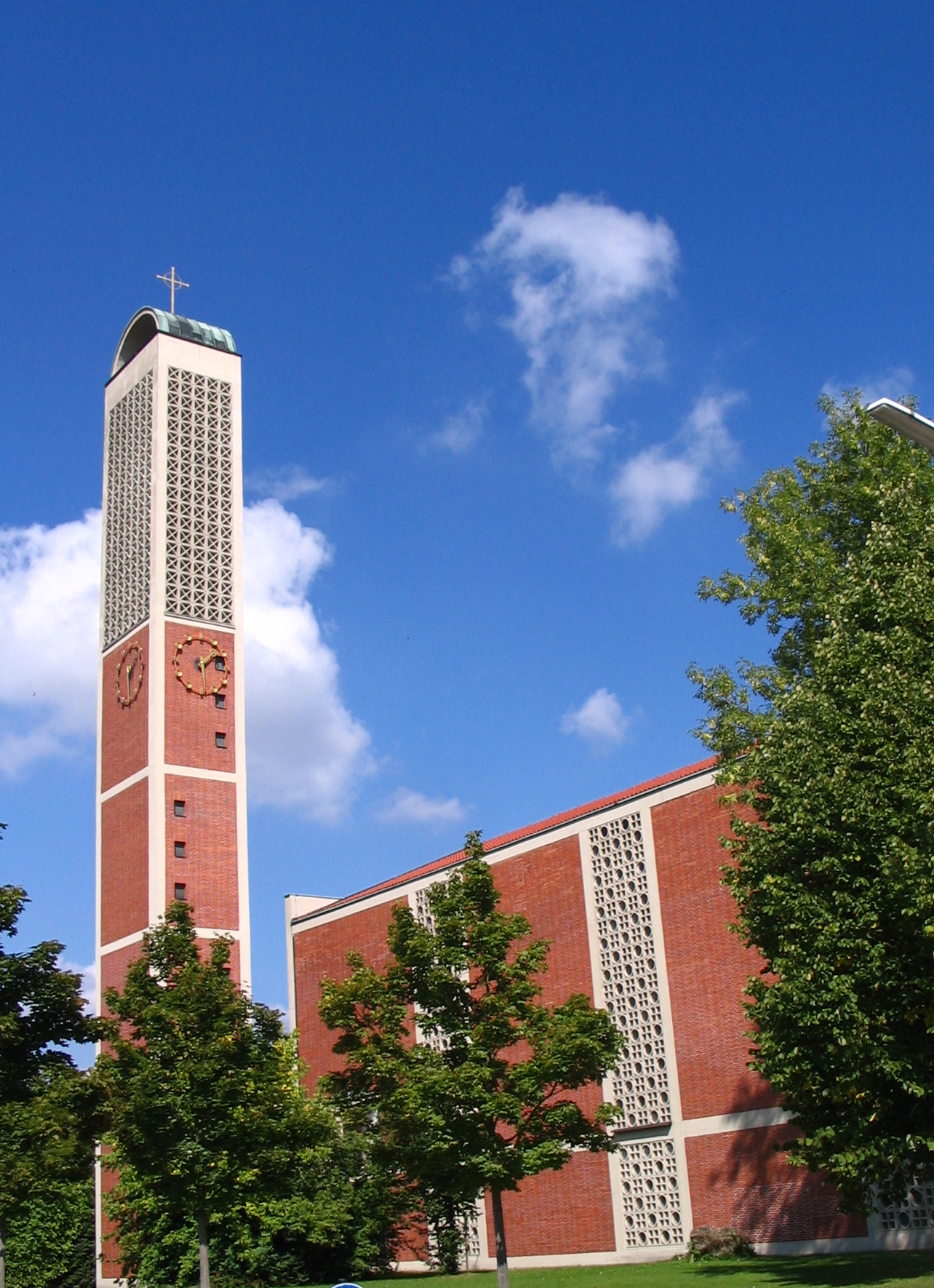